# Geogarypus palauanus
Geogarypus palauanus är en spindeldjursart som beskrevs av Beier 1957. Geogarypus palauanus ingår i släktet Geogarypus och familjen Geogarypidae. Inga underarter finns listade i Catalogue of Life.